# Васа (антарктична станція)
«Васа» (швед. Wasa) — діюча сезонна (літня) науково-дослідна антарктична станція Швеції, що була створена під час Антарктичної експедиції 1988–1989 років біля гірського хребта Краулen, що на Землі Королеви Мод. Розташована за 130 км від узбережжя та 200 м від фінської антарктичної станції Абоа (дві станції разом утворюють Базу Норденшельдen та співпрацюють у дослідженнях і логістиці).

## Споруди станції
Головна будівля зроблена із деревини і стоїть на 1,5 м-стовпах (для уникнення накопичення снігу), її розміри — 17,5 × 7,6 м. Будівля складається із чотирьох спалень, великої кухні, вітальні, сауни, душу і пральні.
Генераторна — 7,5 × 6 м приміщення, що розташоване поруч головної будівлі, у ньому знаходяться генератори, система водопостачання, майстерня, двадцятифутові контейнери (для зберігання).